# جان آدمسكي
جان آدمسكي (بالبولندية: Jan Adamski)‏ هو لاعب شطرنج بولندي، ولد في 11 أكتوبر 1943 في وارسو في بولندا.

## وصلات خارجية
- جان آدمسكي على موقع الاتحاد الدولي للشطرنج (الإنجليزية)
- جان آدمسكي على موقع مباريات الشطرنج (الإنجليزية)
- جان آدمسكي على موقع 365Chess.com (الإنجليزية)
- جان آدمسكي على موقع Chesstempo.com (الإنجليزية)
- جان آدمسكي سجل أولمبياد الشطرنج على موقع OlimpBase.org (الإنجليزية)